# September 1999
Portal Geschichte | Portal Biografien | Aktuelle Ereignisse | Jahreskalender | Tagesartikel

◄ |
19. Jahrhundert |
20. Jahrhundert
| 21. Jahrhundert

◄ |
1960er |
1970er |
1980er |
1990er
| 2000er | 2010er | 2020er | ►

◄ |
1995 |
1996 |
1997 |
1998 |
1999
| 2000 | 2001 | 2002 | 2003 | ►

◄ |
Juni 1999 |
Juli 1999 |
August 1999 |
September 1999 |
Oktober 1999 |
November 1999 |
Dezember 1999 |
►
Dieser Artikel behandelt tagesbezogene Nachrichten und Ereignisse im September 1999.

## Tagesgeschehen

### Mittwoch, 1. September 1999
- Frankfurt am Main/Deutschland: Ernst Welteke wird als Nachfolger von Hans Tietmeyer Präsident der Bundesbank.[1]
- Singapur/Singapur: Das Volk wählt Sellapan Ramanathan, den einzigen zur Auswahl stehenden Kandidaten, für sechs Jahre zum Präsidenten.[2]

### Donnerstag, 2. September 1999
- Auckland/Neuseeland: Der britische Astronom Ian P. Griffin entdeckt am Stardome-Observatorium den Asteroiden des Hauptgürtels (23988) Maungakiekie.[3]

### Freitag, 3. September 1999

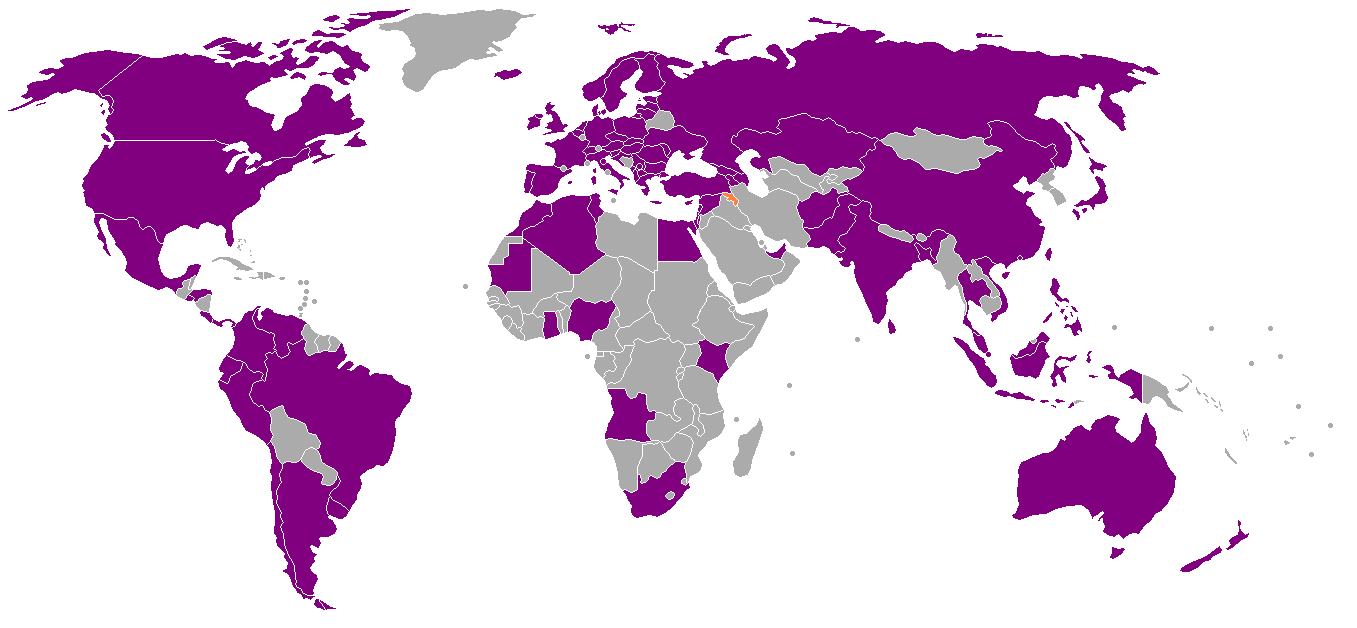
Länder mit einer eigenen Version von Who Wants to Be a Millionaire?

- Köln/Deutschland: Der Fernsehsender RTL strahlt Wer wird Millionär? erstmals aus. Es handelt sich um die deutschsprachige Adaption der britischen Fernsehsendung Who Wants to Be a Millionaire?, sie wird von Günther Jauch moderiert.

### Samstag, 4. September 1999
- Buinaksk/Russland: Die Explosion einer Autobombe vor einem Wohnhaus für Angehörige der Streitkräfte Russlands in der Teilrepublik Dagestan tötet 64 Menschen. Unter den Toten befinden sich 23 Kinder.[4]

### Sonntag, 5. September 1999

South Park wird im deutschen TV erstmals ausgestrahlt

- Dagestan/Russland: Rund 2.000 tschetschenische Rebellen unter Führung von Schamil Salmanowitsch Bassajew und Ibn al-Chattab greifen erneut Dagestan an und töteten im Rajon Nowolakskoje bis zum 15. September mehrere hundert Menschen.
- Köln/Deutschland: Der TV-Sender RTL strahlt die Fernsehserie South Park als erster Sender im deutschsprachigen Raum aus.[5]
- Potsdam, Saarbrücken/Deutschland: Die SPD erlebt bei den Landtagswahlen in Brandenburg und im Saarland zwei Wahldebakel. Ottmar Schreiner tritt in der Folge als Bundesgeschäftsführer zurück.[6][7]

### Montag, 6. September 1999

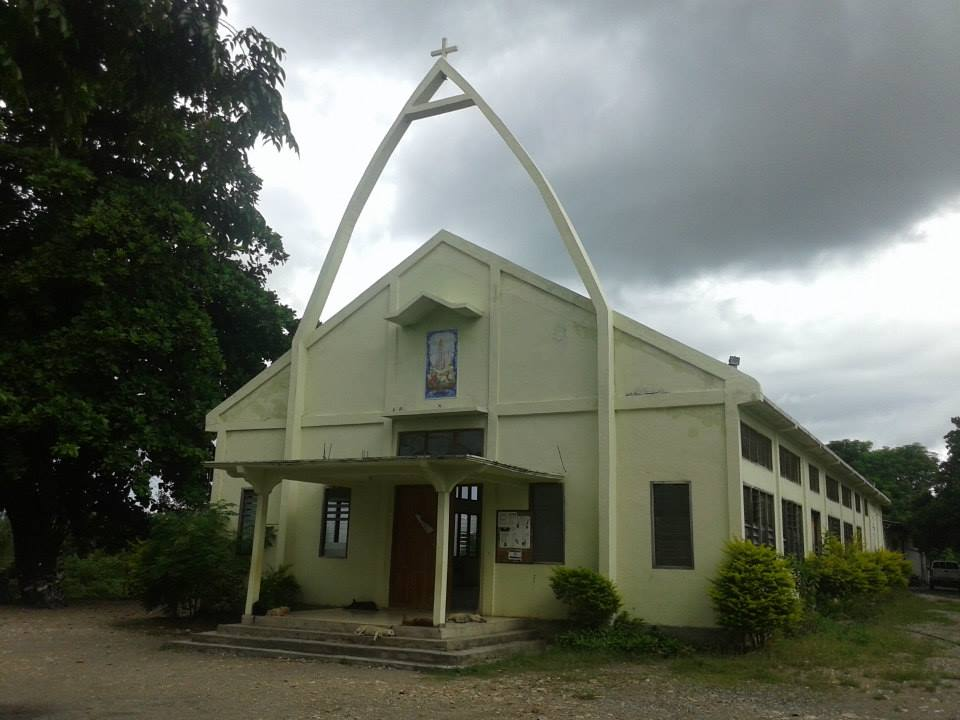
Kirche Nossa Senhora do Rosario, Schauplatz des Massakers von Suai

- Suai/Indonesien: Die pro-indonesische Miliz Laksaur verübt zwei Tage nach Bekanntgabe des Ergebnisses des Unabhängigkeitsreferendums in Osttimor, bei der sich die deutliche Mehrheit der Einwohner für die Loslösung von Indonesien aussprach, in der Kirche Nossa Senhora do Rosario ein Massaker an bis zu 200 Zivilisten.

### Dienstag, 7. September 1999

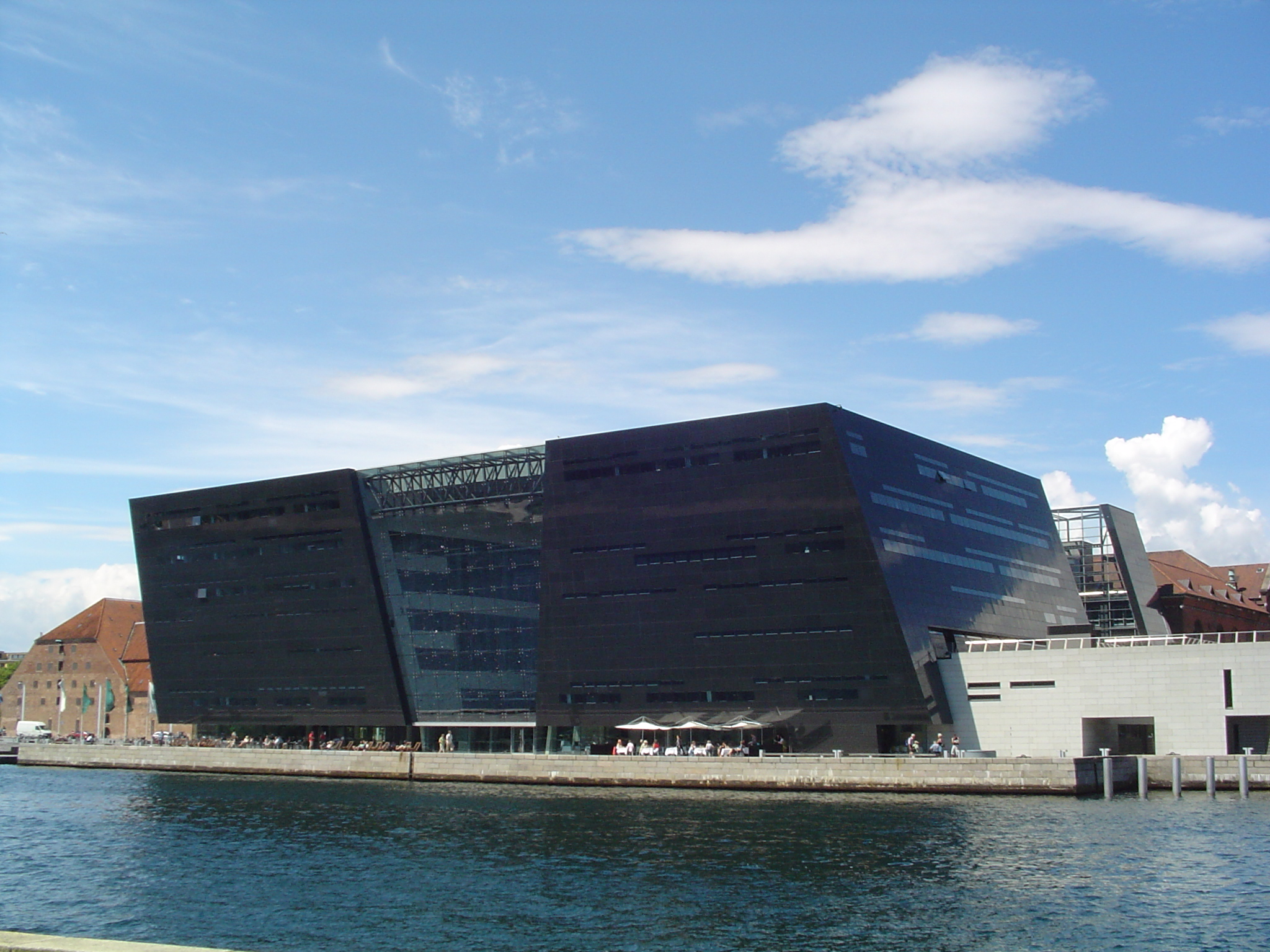
Den Sorte Diamant

- Atlantik: Der Hurrikan Dennis schwächt stark ab. Seit seiner Formierung am 24. August lösten die zu ihm gehörigen Winde entlang der südlichen Ostküste der Vereinigten Staaten Unglücksfälle mit vier Toten, Schäden in Höhe von 157 Millionen US-Dollar sowie starke Küstenerosion aus.[8]
- Kopenhagen/Dänemark: Der kubische Anbau der Dänischen Königlichen Bibliothek, genannt Den Sorte Diamant (deutsch der schwarze Diamant), wird eingeweiht. Seine geneigte Fassade besteht aus poliertem Granit.

### Mittwoch, 8. September 1999
- Berlin/Deutschland: Der Bundestag der 1949 gegründeten Bundesrepublik Deutschland trifft erstmals im Reichstagsgebäude zusammen. Dieses wurde 1894 für das Parlament des Kaiserreichs fertiggestellt und 1933 in Brand gesteckt, woraufhin der Reichstag des Deutschen Reichs per Verordnung aufgelöst wurde. Danach stand es 66 Jahre leer.
- Moskau/Russland: Um 23:58 Uhr explodiert im Erdgeschoss eines Wohnhauses eine Bombe. Dabei sterben 94 Menschen. Ein Anrufer bei der russischen Nachrichtenagentur behauptet, der Anschlag wäre die Rache für russische Bomben im Dagestankrieg.

### Freitag, 10. September 1999
- Vereinigte Staaten: Brad L. Graham führt den scherzhaft gemeinten Begriff „Blogosphere“ (deutsch „Blogospähre“) ein, um die Gesamtheit der Weblogs im Internet zu beschreiben.

### Samstag, 11. September 1999
- Kuala Lumpur/Malaysia: Salahuddin Abdul Aziz wird zum elften Yang di-Pertuan Agong (Wahlkönig) von Malaysia gewählt. Er ist die bisher älteste Person in diesem Amt.
- St. Gallen/Schweiz: Der privat betriebene, römisch-katholische Fernsehsender K-TV nimmt den Betrieb auf.
- Venedig/Italien: Bei den 56. Internationalen Filmfestspielen von Venedig wird der chinesische Film Keiner weniger – Not One Less mit dem Leone d’Oro prämiert. Für Regisseur Zhang Yimou ist es bereits der zweite Goldene Löwe, dies gelang bisher nur André Cayatte.[9]

### Sonntag, 12. September 1999
- Boston/Vereinigte Staaten: Der Gründer der Free Software Foundation Richard Stallman stellt den ersten Entwurf der GNU-Lizenz für freie Dokumentation mit der Versionsnummer 0.9 in einer Newsgroup zur Diskussion.[10][11]
- Erfurt/Deutschland: Bei der Landtagswahl in Thüringen erreicht die CDU unter Ministerpräsident Bernhard Vogel mit 51 % Stimmenanteil die absolute Mehrheit. Die PDS wird erstmals in Thüringen zweitstärkste Partei. Die Wahlbeteiligung bricht im zweistelligen Prozentbereich ein.[12]
- Los Angeles/Vereinigte Staaten: Bei der Verleihung des Fernsehpreises Emmy wird u. a. der Stand-up-Comedian Chris Rock für seine Sendung The Chris Rock Show ausgezeichnet.[13]
- New York/Vereinigte Staaten: Der amerikanische Tennisspieler Andre Agassi gewinnt bei den US Open 1999 das Finale im Herreneinzel gegen seinen Landsmann Todd Martin in fünf Sätzen.[14]

### Montag, 13. September 1999
- Auckland/Neuseeland: Auf dem elften Gipfel der Asiatisch-Pazifischen Wirtschaftsgemeinschaft APEC wird das Prinzip einer APEC Business Travel Card (deutsch APEC-Geschäftsreisen-Dokument) angenommen. Das Fernziel der Mitglieder ist eine Freihandelszone.[15]
- Brüssel/Belgien: Der italienische Politiker Romano Prodi (Partito Populare) wird Nachfolger des Übergangspräsidenten der Europäischen Kommission Manuel Marín aus Spanien. Das Europäische Parlament signalisiert bereits seine Zustimmung, die offizielle parlamentarische Bestätigung der Kommission ist für den 15. September vorgesehen.[16]
- Moskau/Russland: Eine Bombe explodiert gegen 5 Uhr morgens in einer Wohnung im Süden von Moskau und tötet 118 Menschen. Ministerpräsident Wladimir Putin erklärt daraufhin „illegalen Kampfeinheiten“ in Tschetschenien den Krieg, auch wenn es nach Ansicht von Beobachtern keine Hinweise auf tschetschenische Täter gibt.[17]

### Dienstag, 14. September 1999
- New York/Vereinigte Staaten: Die Vereinten Nationen nehmen Kiribati, Nauru und Tonga als Mitglieder auf.[18][19]

### Freitag, 17. September 1999
- Athen/Griechenland: Der griechische Aktienindex Athex Composite Share Price Index (Athex) schließt mit einem Allzeithoch und erreicht 6.355,04 Punkte.
- Brüssel/Belgien: Die neue EU-Kommission unter Präsident Romano Prodi aus Italien löst die Kommission Marín ab. Der Spanier Manuel Marín trat mit seiner Kommission im März die Nachfolge der wegen eines Korruptionsskandals um Édith Cresson zurückgetretenen Kommission unter Jacques Santer aus Luxemburg an.[20]
- Wien/Österreich: Die Lehrberufe Informatiker, IT-Elektroniker und IT-Kaufmann werden eingeführt.[21][22][23]

### Sonntag, 19. September 1999
- Bregenz/Österreich: Zwei Wochen vor der Nationalratswahl verzeichnen die ÖVP und die SPÖ Verluste bei der Landtagswahl in Vorarlberg. Im Gegenzug befindet sich die FPÖ mit einem Zuwachs von rund 9 % des Stimmenanteils im Aufwind und landet noch deutlicher als 1994 vor der SPÖ auf Platz zwei.[24]
- Dresden/Deutschland: Bei der Landtagswahl in Sachsen entscheiden sich 56,9 % der Wähler für die CDU von Ministerpräsident Kurt Biedenkopf. Die PDS erreicht 22,2 % und löst erstmals die SPD als zweitstärkste Kraft ab. Deren Stimmenanteil von 10,7 % ist ein Krisenzeichen für die Volkspartei.[25]

### Montag, 20. September 1999

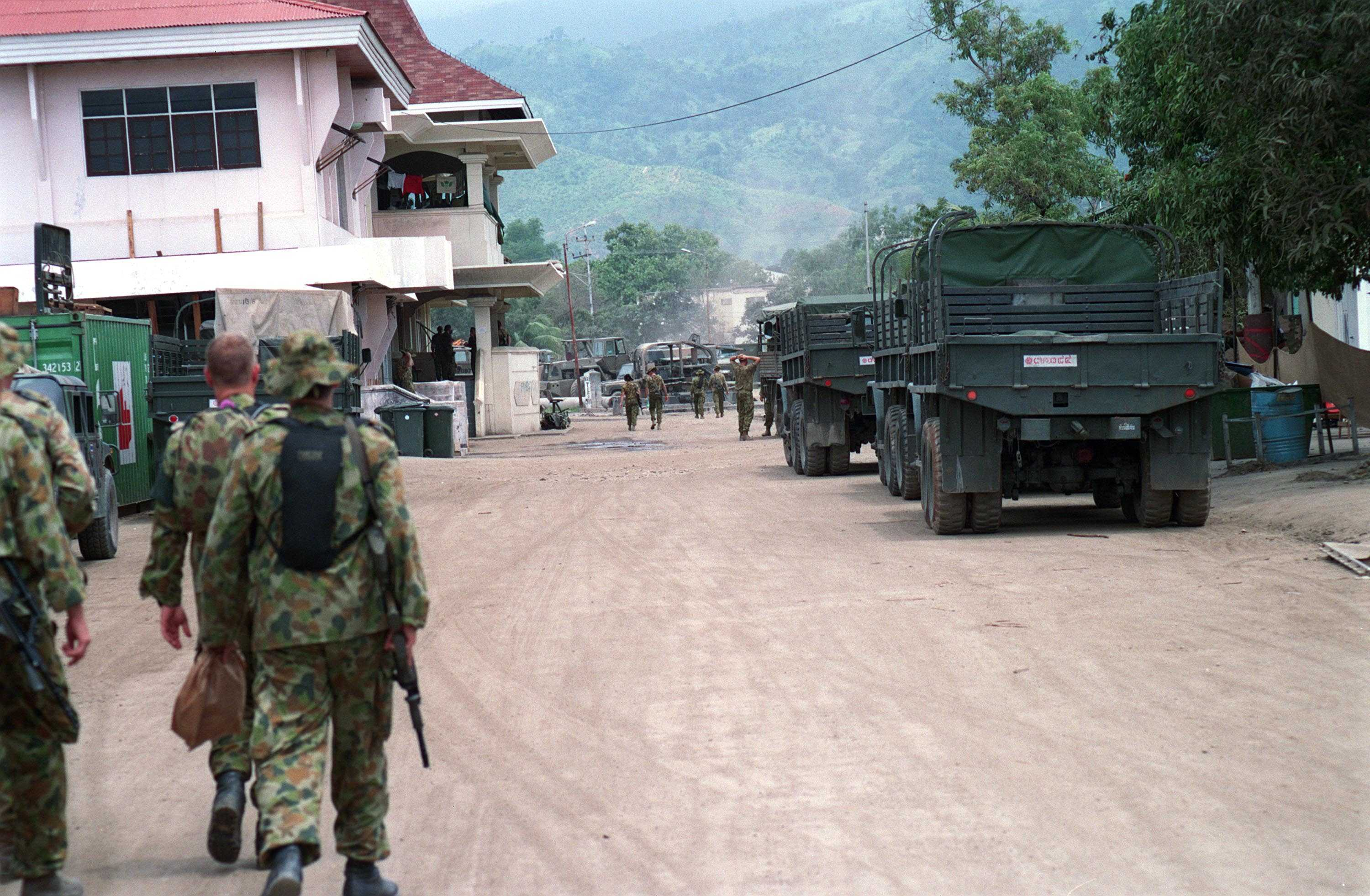
Australische INTERFET-Soldaten in Dili

- Dili/Indonesien: In Osttimor landen die ersten australischen Einheiten der Internationalen Streitkräfte Osttimor (INTERFET), um die Region zu kontrollieren. Es gibt kleinere Zusammenstöße mit den pro-indonesischen Milizen.

### Dienstag, 21. September 1999

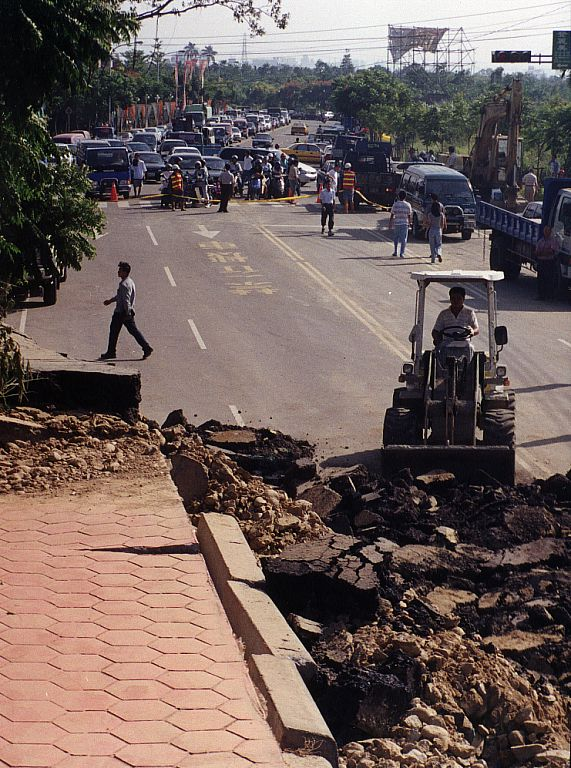
Eine durch das Erdbeben zerstörte Straße in Taiwan

- Jiji/Taiwan: Taiwan wird von einem schweren Erdbeben erschüttert. Es folgen vier starke Nachbeben innerhalb von vier Stunden. Über 2.400 Menschen kommen beim 921-Erdbeben ums Leben und etwa 50.000 werden verletzt.

### Donnerstag, 23. September 1999
- Sanaa/Jemen: Im Jemen findet die erste Direktwahl des Staatsoberhaupts statt, dabei wird der amtierende Staatspräsident Ali Abdullah Salih für weitere fünf Jahre gewählt. Die Wahlbeteiligung liegt bei rund 66 %. Salih widmete sich als Präsident der Jemenitischen Arabischen Republik ab 1978 der Wiedervereinigung des Nordjemens mit der Demokratischen Volksrepublik Jemen.[26]

### Freitag, 24. September 1999
- Oberhausen/Deutschland: Die Uraufführung des Musicals Tabaluga & Lilli von Peter Maffay, für das das Metronom Theater entworfen wurde, findet statt.
- Oslo/Norwegen: Die Kystpartiet (deutsch Küstenpartei), eine konservative politische Partei in Norwegen, wird mitsamt ihrem Namen vom „Notarius Politicus“ offiziell anerkannt.
- Santa Barbara County/Vereinigte Staaten: Der kommerzielle Erdbeobachtungssatellit Ikonos startet um 18:22 Uhr Weltzeit mit einer Athena-2-Rakete vom Startkomplex 6 der Vandenberg Air Force Base.

### Samstag, 25. September 1999

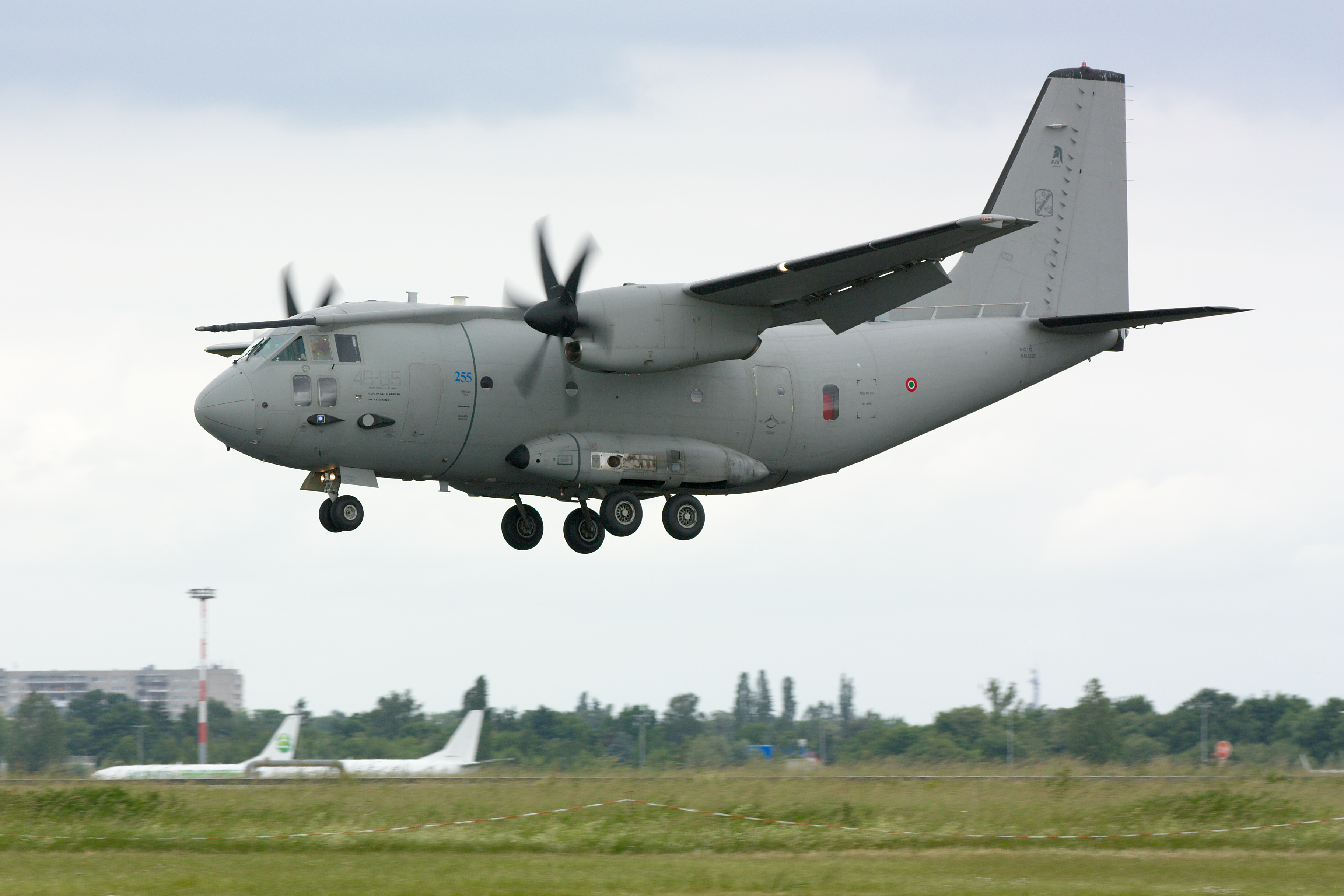
Alenia C27J

- Lautém/Indonesien: Am Fluss Malailada in Osttimor ermorden Mitglieder der pro-indonesischen Miliz Team Alfa unter Führung von Joni Marques neun Personen nahe der Straße von Lautém nach Baucau. Unter den Opfern befinden sich zwei Nonnen, drei Pater und der indonesische Journalist Agus Muliawan.
- Rio de Janeiro/Brasilien: Nach langem Rechtsstreit spaltet sich Mesquita von Nova Iguaçu ab und wird ein eigenes Municipio.
- Rom/Italien: Der Prototyp des militärischen Mehrzwecktransporters Alenia C-27J absolviert seinen Jungfernflug. Das Modell verfügt über Kurzstart-Eigenschaften (Stol) und wird vom italienisch-amerikanischen Joint Venture „Global Military Aircraft Systems“ unter Führung von L-3 Communications, New York, hergestellt.[27]

### Sonntag, 26. September 1999
- Banja Luka/Bosnien und Herzegowina: Die ethnischen Serben in Bosnien und Herzegowina gründen ihre konservative politische Partei des Demokratischen Fortschritts.
- Berlin/Deutschland: Die Kenianerin Tegla Loroupe stellt einen neuen Weltrekord im Damen-Marathon auf. Beim Berlin-Marathon absolviert sie die 42,195 km in 2 Stunden 20 Minuten 43 Sekunden und unterbietet damit ihre eigene Bestmarke von 1998 um vier Sekunden.[28]
- Kairo/Ägypten: In der zweiten Runde der Präsidentschaftswahlen bestätigen die Wähler Präsident Muhammad Husni Mubarak von der Nationaldemokratischen Partei, welcher der einzige Kandidat ist, für eine vierte sechsjährige Periode in seinem Amt.[29]

### Montag, 27. September 1999

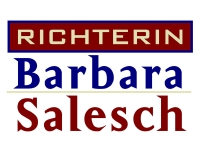
Logo von Richterin Barbara Salesch

- Düsseldorf/Deutschland: Auf einer Pressekonferenz kündigen die Energiekonzerne VEBA und VIAG ihre Fusion zum dann drittgrößten deutschen Konzern mit dem Namen E.ON AG an.
- Kopenhagen/Dänemark: Die Regierung Anders Fogh Rasmussen übernimmt die Regierungsgeschäfte von der Regierung Poul Nyrup Rasmussen.
- Mainz/Deutschland: Der Fernsehsender Sat.1 strahlt die erste Folge der pseudo-dokumentarischen Gerichtsshow Richterin Barbara Salesch aus.[30]

### Dienstag, 28. September 1999
- Amsterdam/Niederlande: Königin Beatrix eröffnet das Museum im Anne-Frank-Haus neu, das nach Entwürfen des Architekturbüros Benthem Crouwel umgebaut wurde. Es umfasst nun das gesamte Gebäude und enthält einen Buchladen und ein Café.[31]

### Mittwoch, 29. September 1999
- Gelsenkirchen/Deutschland: Die Kokerei Hassel der RAG wird stillgelegt.[32]

### Donnerstag, 30. September 1999
- Stockholm/Schweden: Der 1927 in Danzig geborene Deutsche Günter Grass erhält in diesem Jahr den Nobelpreis für Literatur. Eines seiner bekanntesten Werke ist Die Blechtrommel.[33]

## Weblinks

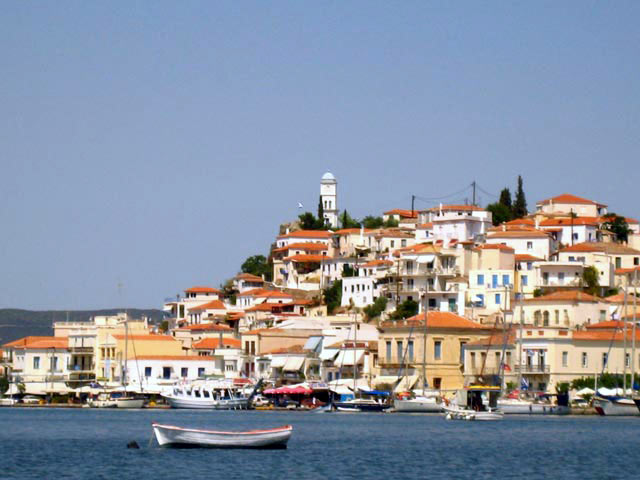
Griechenland im September 1999